# Équipe d'Espagne féminine de rugby à XV
L'équipe d'Espagne féminine de rugby à XV est constituée par une sélection des meilleures joueuses espagnoles. Elle est engagée en championnat d'Europe. Elle dispute le Tournoi des Six Nations uniquement de 2000 à 2006.

## Histoire

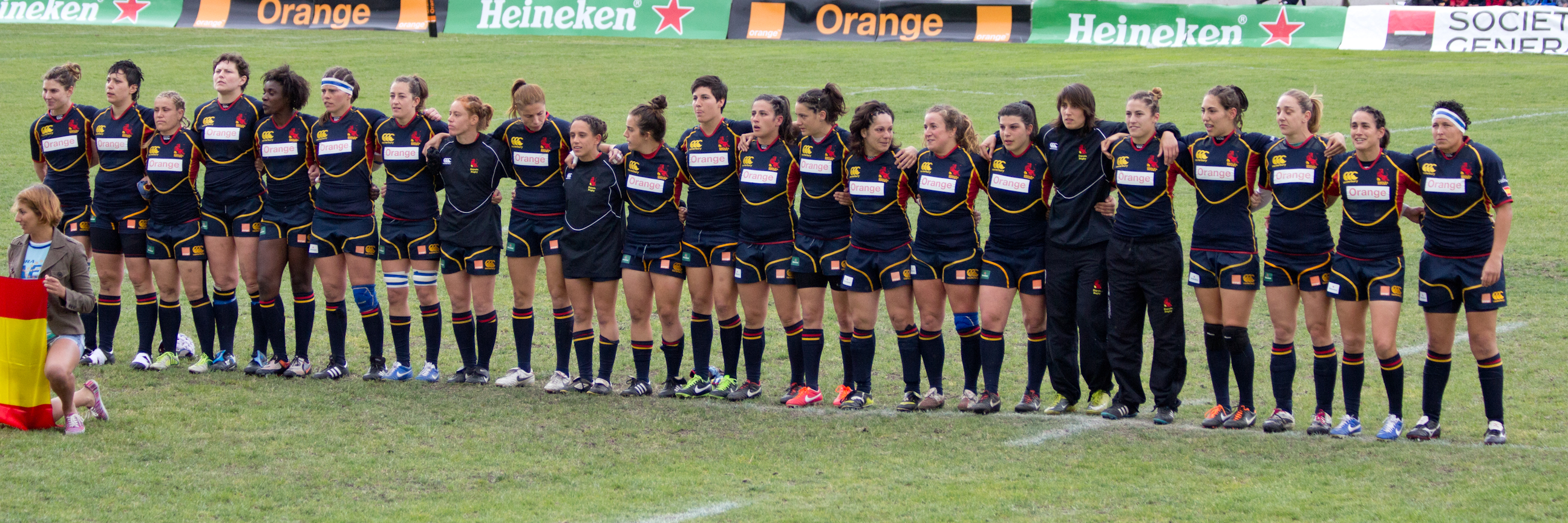
Équipe d'Espagne féminine lors des qualifications pour la Coupe du monde 2014.

L'équipe d'Espagne féminine de rugby à XV joue son premier match en 1989 contre la France. Elle joue ensuite le premier tournoi mondial en 1991 au pays de Galles et termine à la sixième place avec trois victoires en cinq matchs. L'Espagne ne fera ensuite qu'un seul match en quatre ans, ne participant pas notamment au second tournoi mondial en 1994. En 1995, elle participe au Championnat européen des nations organisé par la FIRA et remporte cette compétition. L'année suivante, elle est défaite en finale face à la France.
En 1998, l'équipe espagnole participe à la Coupe du monde, après avoir terminé deuxième de son groupe, obtient la septième place en battant la France 22 à 9. À la suite d'une nouvelle finale au Championnat d'Europe, elle intègre le Tournoi des Cinq Nations en 2000 et termine troisième de cette édition. Elle réédite les mêmes performances en 2001. En 2002, elles finissent quatrièmes du Tournoi des Six Nations et huitièmes de la Coupe du monde.
Les Espagnoles remportent leur second titre lors du Championnat européen des nations en 2003, elles seront finalistes en 2004. Dans le Tournoi, les performances sont à la baisse et elles ne gagnent aucun match en 2003 et en 2006, année de leur dernière participation. En Coupe du monde 2006, elles réalisent leur plus mauvais résultat avec une neuvième place.
Remplacée par l'Italie dans le Tournoi en 2007, les Espagnoles ne participent plus désormais qu'au championnat d'Europe. Le 20 mai 2009, une défaite contre la Suède dans cette compétition les prive de la Coupe du monde 2010.

## Palmarès
- 12 fois vainqueures du championnat d'Europe : 1995, 2003, 2010, 2013, 2016, 2018, 2019, 2020, 2022, 2023, 2024 et 2025
- Vainqueures du WXV3 en 2024
- Participations au Tournoi des Six Nations : 7 (3e en 2000, 2001 et 2004)

| Édition | Organisateur     | Place          |
| ------- | ---------------- | -------------- |
| 1991    | Pays de Galles   | 6e             |
| 1994    | Écosse           | Forfait        |
| 1998    | Pays-Bas         | 7e             |
| 2002    | Espagne          | 8e             |
| 2006    | Canada           | 9e             |
| 2010    | Angleterre       | non qualifiées |
| 2014    | France           | 9e             |
| 2017    | Irlande          | 10e            |
| 2021    | Nouvelle-Zélande | non qualifiées |
| 2025    | Angleterre       |                |

## Joueuses notables
- Laura Delgado
- Inés Etxegibel
- Olatz Fernández
- Berta García
- Aroa González
- Angelina Masdeu
- Francisca Moreno
- Aitziber Porras
- Montserrat Poza
- Elena Roca
- Isabel Rodríguez
- Raquel Socías